# Gare de La Rochelle-Ville
Gare de La Rochelle – stacja kolejowa w La Rochelle, w regionie Nowa Akwitania, we Francji. Znajdują się tu 3 perony.